# Albizia carrii
Albizia carrii là một loài rau đậu thuộc họ Fabaceae. Loài này chỉ có ở Papua New Guinea.